# Elektrofachkraft
Elektrofachkraft ist eine Person, die elektrotechnische Arbeiten ausführen, planen und überwachen darf.
In Deutschland ist der Begriff der Elektrofachkraft in folgenden sich ergänzenden Normen und Regeln definiert:
- DIN VDE 1000-10 VDE 1000-10 „Anforderungen an die im Bereich der Elektrotechnik tätigen Personen“[1]
- DIN EN 50110-1 VDE 0105-1 „Betrieb von elektrischen Anlagen – Teil 100: Allgemeine Festlegungen“[2]
- DGUV Vorschrift 3 „Unfallverhütungsvorschrift – Elektrische Anlagen und Betriebsmittel“[3]

## Regelungen in Deutschland
Die Norm DIN VDE 1000-10 VDE 1000-10 legt die Anforderungen an die fachliche Qualifikation der im Bereich der Elektrotechnik tätigen Personen fest, die im Rahmen ihrer Aufgaben Tätigkeiten ausführen, die von Bedeutung für die elektrische Sicherheit sind.
Die DIN VDE 0105-100/A1 VDE 0105-100 legt die Anforderungen für sicheres Bedienen von und Arbeiten an elektrischen Anlagen fest. Hier werden Anforderungen an die Qualifikation des Personals sowie an die Organisation und Kommunikation definiert.
Die BG-Vorschrift DGUV Vorschrift 3 ist die Unfallverhütungsvorschrift der gesetzlichen Unfallversicherung (Berufsgenossenschaft) für die Beschäftigung von Arbeitnehmern in Bezug auf elektrische Anlagen und Betriebsmittel.

### Definition
Als Elektrofachkraft im Sinne der Unfallverhütungsvorschrift DGUV Vorschrift 3 gilt, wer auf Grund seiner fachlichen Ausbildung, Kenntnisse und Erfahrungen sowie Kenntnis der einschlägigen Bestimmungen die ihm übertragenen Arbeiten beurteilen und mögliche Gefahren erkennen kann.

### Qualifikation
Abschnitt 4.3 der DIN VDE 1000-10 enthält folgende Formulierung zur Qualifikation:
Die Grundlage für die Qualifikation einer Elektrofachkraft ist in der Regel mit dem Abschluss einer der nachstehend genannten fachlichen Ausbildungen des jeweiligen Arbeitsgebietes der Elektrotechnik vorhanden:
- Ausbildung in einem anerkannten Ausbildungsberuf zum Gesellen/zur Gesellin oder zum Facharbeiter/zur Facharbeiterin;
- Ausbildung zum staatlich geprüften Techniker/zur staatlich geprüften Technikerin;
- Ausbildung zum Industriemeister/zur Industriemeisterin;
- Ausbildung zum Handwerksmeister/zur Handwerksmeisterin;
- Ausbildung zum Diplomingenieur/zur Diplomingenieurin, Bachelor oder Master.

Auch die Durchführungsanweisungen zur DGUV Vorschrift 3 vom 1. April 1979 in der Fassung vom 1. Januar 1997 konkretisieren die Qualifikation der Elektrofachkraft:
Die fachliche Qualifikation als Elektrofachkraft wird im Regelfall durch den erfolgreichen Abschluss einer Ausbildung, z. B. als Elektroingenieur, Elektrotechniker, Elektromeister, Elektrogeselle, nachgewiesen. Sie kann auch durch eine mehrjährige Tätigkeit mit Ausbildung in Theorie und Praxis nach Überprüfung durch eine Elektrofachkraft nachgewiesen werden. Der Nachweis ist zu dokumentieren.
Anhang A der VDE 1000-10 weist explizit darauf hin, dass es eine „Elektrofachkraft, die umfassend für alle elektrotechnischen Arbeitsgebiete ausgebildet und qualifiziert ist“, nicht gibt. Jede Elektrofachkraft gilt nur für das Gebiet, auf dem sie ausgebildet wurde, als solche und für andere Gebiete als elektrotechnischer Laie.

### Verwandte Definitionen
Ergänzend definiert DIN VDE 1000-10 VDE 1000-10 die Verantwortliche Elektrofachkraft (VEFK), die Fach- und Führungsverantwortung übernimmt und vom Unternehmer dafür beauftragt ist sowie die Elektrotechnisch unterwiesene Person (EuP).
Als einziger Beruf im IT-Bereich gehört auch der Informations- und Telekommunikations-System-Elektroniker (ITSE) zu den Elektrofachkräften.
Darüber hinaus gibt es die Elektrofachkraft für festgelegte Tätigkeiten (EFKffT).
Gemäß DIN VDE 0105-200 VDE 0105-100 ist eine Person, die weder Elektrofachkraft noch Elektrotechnisch unterwiesene Person ist, ein elektrotechnischer Laie. Als solcher kann auch ein Student der Fachrichtung Elektrotechnik gelten.

## Änderung durch die EU-Harmonisierung
Die alte „ständische Ordnung“, nach der die Regel „einmal Elektrofachkraft, immer Elektrofachkraft“ galt, kann heute nicht mehr aufrechterhalten werden. Denn in der Praxis ist die Elektrofachkraft denselben Regeln unterworfen wie andere „Befähigte Personen“ (früher „Sachkundige“). Danach muss eine Person nicht nur eine fachliche Ausbildung (Grundausbildung) haben, sondern auch über aktuelle Kenntnisse und Erfahrungen verfügen (also die Tätigkeit, z. B. das Wechseln von 230-V-Steckdosen in der Haustechnik, aktiv in den letzten Jahren ausgeübt haben, was z. B. bei einem Planungsingenieur nur bedingt der Fall ist). Außerdem ist der Nachweis notwendig, dass die Person aktive Kenntnis der aktuellen einschlägigen Bestimmungen hat, es muss also eine nachgewiesene Weiterbildung stattgefunden haben. (Vgl. Anforderungen an Befähigte Personen.)
Dies gilt besonders für spezielle Tätigkeiten wie beispielsweise im Hochspannungsprüffeld, da für das Prüfen von Anlagen eigene Bestimmungen gelten, die den meisten Elektromonteuren nicht bekannt sind.
Andererseits gilt nun auch „eine andere technische Qualifikation mit langjähriger Erfahrung auf dem Gebiet der Elektrotechnik“ (vergl. Befähigte Personen im Bereich Explosionsgefährdungen) als ausreichende Grundausbildung. Wichtig ist dabei, dass die Person die ihr „übertragenen Arbeiten beurteilen und mögliche Gefahren erkennen kann“.
Damit wird mit der neuen EU-weiten Regelung der Schwerpunkt weg von der Grundausbildung hin zu den aktuellen Kenntnissen und deren aussagekräftigen Nachweisen gelenkt.
Die bisherigen nationalen Normen und Regeln (VDE1000-10, DGUV V3 / BGVA3) wurden entsprechend angepasst.

## Tätigkeiten
In den verschiedenen EU-Ländern gibt es unterschiedliche Stellen, bei denen sich Personen registrieren müssen, die in den jeweiligen Ländern elektrotechnische Arbeiten ausführen wollen. Teilweise gilt dies nur für öffentliche Netze, während die Hausinstallation frei umgesetzt werden darf. Die jeweiligen Regeln für die einzelnen Länder müssen im Einzelfall nachgefragt werden, meist sind die nötigen Papiere in der jeweiligen Landessprache auszufüllen. In vielen Fällen können sich Elektrobetriebe hier Hilfe bei der Handwerkskammer oder der Industrie- und Handelskammer holen.

### Deutschland
In Deutschland sind nur Elektrofachkräfte berechtigt, elektrische Anlagen zu errichten oder zu ändern. Basis hierfür ist § 49 Energiewirtschaftsgesetz „Anforderungen an Energieanlagen“:

„(1) Energieanlagen sind so zu errichten und zu betreiben, dass die technische Sicherheit gewährleistet ist. Dabei sind vorbehaltlich sonstiger Rechtsvorschriften die allgemein anerkannten Regeln der Technik zu beachten.
 (2) Die Einhaltung der allgemein anerkannten Regeln der Technik wird vermutet, wenn bei Anlagen zur Erzeugung, Fortleitung und Abgabe von
1. Elektrizität die technischen Regeln des Verbandes der Elektrotechnik Elektronik Informationstechnik e. V.,
[…]
 eingehalten worden sind. Die Bundesnetzagentur kann zu Grundsätzen und Verfahren der Einführung technischer Sicherheitsregeln, insbesondere zum zeitlichen Ablauf, im Verfahren nach § 29 Absatz 1 nähere Bestimmungen treffen, soweit die technischen Sicherheitsregeln den Betrieb von Energieversorgungsnetzen betreffen. Dabei hat die Bundesnetzagentur die Grundsätze des DIN Deutsches Institut für Normung e. V. zuberücksichtigen.“

Hierdurch erlangen die VDE Vorschriften DIN EN 50110-1 (VDE 0105-1) in Verbindung mit DIN VDE 1000-10 quasi Gesetzescharakter und bilden die Grundlage für Arbeiten an elektrischen Anlagen. Dieses gilt für alle Energieanlagen die mit einer Erzeugungsanlage verbunden sind
Für Anlagen, die an das öffentliche Elektrizitätsversorgungsnetz angeschlossen sind – und dies sind nahezu alle, die mit 230/400 V betrieben werden –, muss die Elektrofachkraft zudem in das Installateurverzeichnis des Verteilungsnetzbetreibers (VNB) eingetragen sein. Gesetzlich geregelt ist dies in der Verordnung über Allgemeine Bedingungen für den Netzanschluss und dessen Nutzung für die Elektrizitätsversorgung in Niederspannung (kurz: Niederspannungsanschlussverordnung, NAV) vom 8. November 2006. Dort heißt es in § 13 „Elektrische Anlage“:

„Unzulässige Rückwirkungen der Anlage sind auszuschließen. Um dies zu gewährleisten, darf die Anlage nur nach den Vorschriften dieser Verordnung, nach anderen anzuwendenden Rechtsvorschriften und behördlichen Bestimmungen sowie nach den allgemein anerkannten Regeln der Technik errichtet, erweitert, geändert und instand gehalten werden. […] Die Arbeiten dürfen außer durch den Netzbetreiber nur durch ein in ein Installateurverzeichnis eines Netzbetreibers eingetragenes Installationsunternehmen durchgeführt werden […].“

## Trivia
In der IEC 60050 International Electrotechnical Vocabulary ist der Begriff unter [IEV 195-4-1] erfasst.